# L'Italienne (Modigliani)
Pour les articles homonymes, voir L'Italienne.
L'Italienne – ou La Brune – est un tableau réalisé par le peintre italien Amedeo Modigliani vers 1918-1919. De format vertical, cette huile sur toile est le portrait d'une femme italienne aux cheveux noirs, assise dans des vêtements sombres devant un fond ocre. Don de Chester Dale en 1956, l'œuvre est conservée au Metropolitan Museum of Art, à New York, aux États-Unis.